# Race naturelle
 (avril 2017).

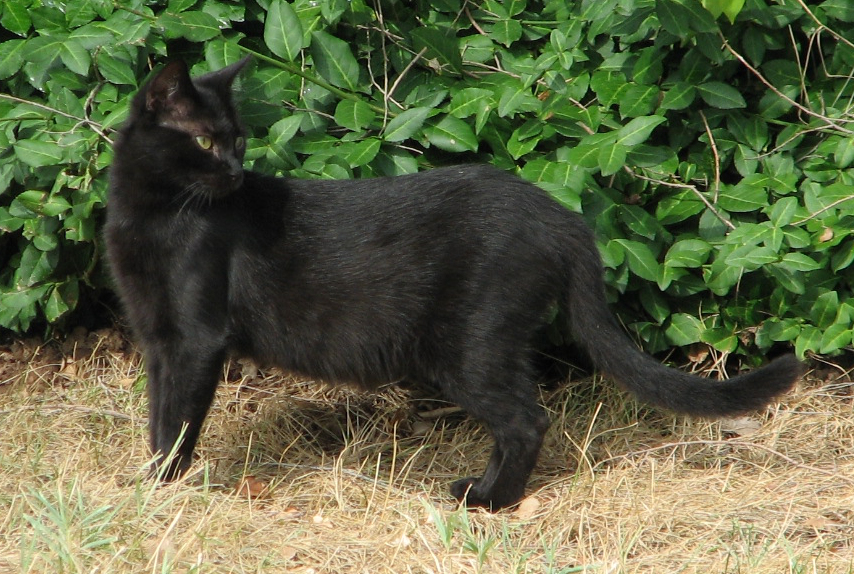
Exemple d'un chat de race naturelle

Une race naturelle est une race dont les individus fondateurs sont issus d'une sélection naturelle et n'ont pas été modifiés par l'action unique de l'homme.

Le terme est notamment utilisé dans le domaine de l’élevage félin, où de nombreuses races sont issues d'une sélection stricte opérée par l'homme, mais s'applique également à l'ensemble des animaux domestiques.

## Races de chat naturelles
- Bleu russe : le bleu russe est une race naturelle à l'origine controversée, qui viendrait soit du pourtour méditerranéen, soit de Russie[1].
- Mau arabe : Le mau arabe est une race de chat originaire de la péninsule Arabique. Ce chat de taille moyenne est caractérisé par ses origines ancestrales.
- Mau égyptien : Le mau égyptien est une race de chat originaire d'Égypte. C’est la seule race de chat qui possède naturellement un marquage spotted tabby, c'est-à-dire distinctement marqué de taches noires.
- Singapura : l'histoire de cette race est célèbre parce que le statut de race naturelle a été débattu au cours des années 1990[2].
- European shorthair[3]
- Maine coon
- Chat norvégien
- American shorthair
- British shorthair : les premiers british shorthair sont issus de chats à poil court du Royaume-Uni[4].
- Turc de Van
- Korat: race thaïlandaise ancienne de plusieurs centaines d'années. Le nom aurait été donné par le roi Rama V (1853-1910) de Thaïlande[5].

## Races canines naturelles
- Berger belge
- Chien nu du Pérou[6]

## Races bovines naturelles
- Aubrac[7]
- Vache iakoute[8]